# Les Mots à la Bouche
Les Mots à la Bouche es la librería especializada en temas LGBT más antigua de Francia; abrió sus puertas en París en 1980. Desde el principio la librería también era una galería de arte LGBT y con el tiempo se han ido añadiendo a los libros la venta de revistas, DVD, calendarios, postales, etc.
Jean-Pierre Meyer-Genton, militante desde hacía algún tiempo en el Groupe de libération homosexuel, decidió dejar su trabajo en una gran empresa y abrir una librería LGBT tras recibir una pequeña herencia. Junto con su socio Yves Clerget, que no permaneció mucho tiempo, abrieron la librería Les Mots à la Bouche en la calle Simart, cerca del ayuntamiento. Inicialmente la librería era a la vez un café y un restaurante por las noches, pero pronto se abandonó esa idea. Durante algún tiempo también comparte el local la editorial Editions Persona, el equipo de la revista Masques. También se realizaron emisiones en directo de la radio Fréquence Gay en el local. En 1983 la librería se traslada a su sitio actual, el número 6 de la calle Sainte-Croix-de-la-Bretonnerie. Fue uno de los primeros locales gays en el Marais, el barrio gay de París.
Se convirtió en seguida en uno de los centros intelectuales LGBT. Fue una época de intensa actividad en la literatura LGBT, la de los Premios Goncourt de Yves Navarre y Dominique Fernandez, el Premio Femina de Jocelyne François, el Premio Renaudot de Conrad Detrez y las primeras obras de Hervé Guibert y Renaud Camus. Todos ellos pasaron por la librería para firmar o presentar su obra. Intelectuales como Marguerite Duras, Michel Foucault, Delphine Seyrig o Marcel Carné frecuentaban la librería.
En 1996 murió Jean-Pierre Meyer-Genton de cáncer y su pareja, Walter Paluch, retoma la gestión. La librería poseía un fondo bibliográfico de unos 12.000 títulos por entonces. Desde 1996 han pasado por la librería, para presentar sus libros, autores como Edmund White, David Leavitt, Stephen McCauley, Christophe Donner, Sandra Scoppettone, Gore Vidal, Michael Cunningham, Dominique Fernandez, Anne Garréta, Philippe Besson, Nina Bouraoui, Dennis Cooper y Armistead Maupin. Entre los invitados en a las discusiones están Olivier Py, Leo Bersani, Eric Dubreuil, Marie-Jo Bonnet, Geneviève Pastre, Didier Eribon, David Halperin, Monique Wittig, Jean Le Bitoux, Louis-Georges Tin, etc. Entre los artistas que han expuesto su obra están Bart Mertens, Hannes Steinert o Miklos Fejes.
En 1998 abrió su página web, en la que informa de las actividades que se realizan y en el que se puede consultar su catálogo de títulos. En 2005 se celebró el 25 aniversario con una serie de actividades en torno al tema Entre déportation et liberté sexuelle : un tour d’horizon sur l’homosexualité, hier et aujourd’hui, ici et ailleurs. («Entre deportación y libertad sexual: un sobrevuelo sobre la homosexualidad, ayer y hoy, aquí y allí.»).
Hasta mediados de 2008 había tres librerías especializadas en temas LGBT en París: Les Mots à la Bouche, «Violette & Co», una librería feminista y lésbica, y «Blue Book». Blue Book no volvió a abrir sus puertas tras las vacaciones de verano en 2008 debido a problemas jurídicos con el alquiler y al descenso de ventas. Otras librerías LGBT francesas también tuvieron dificultades desde el 2008: «Les Mots pour le dire» en Marsella cerró a mediados de 2008 y «Etat d'esprit» en Lyon tenía dificultades económicas en 2008.